# コスタリカの歴史

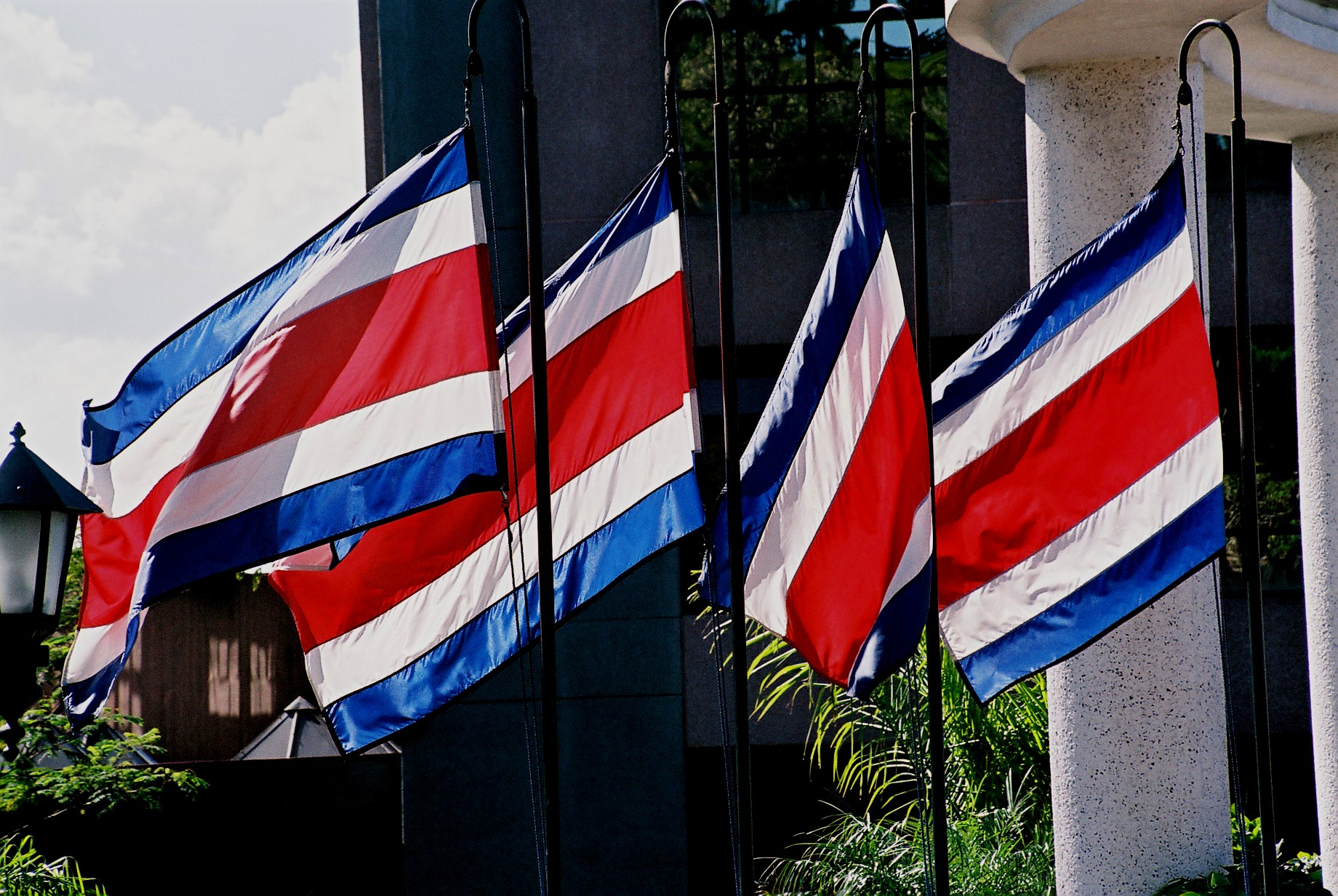

本項目では、コスタリカの歴史（コスタリカのれきし、スペイン語: Historia de Costa Rica, 英語: History of Costa Rica）について述べる。

## 概要

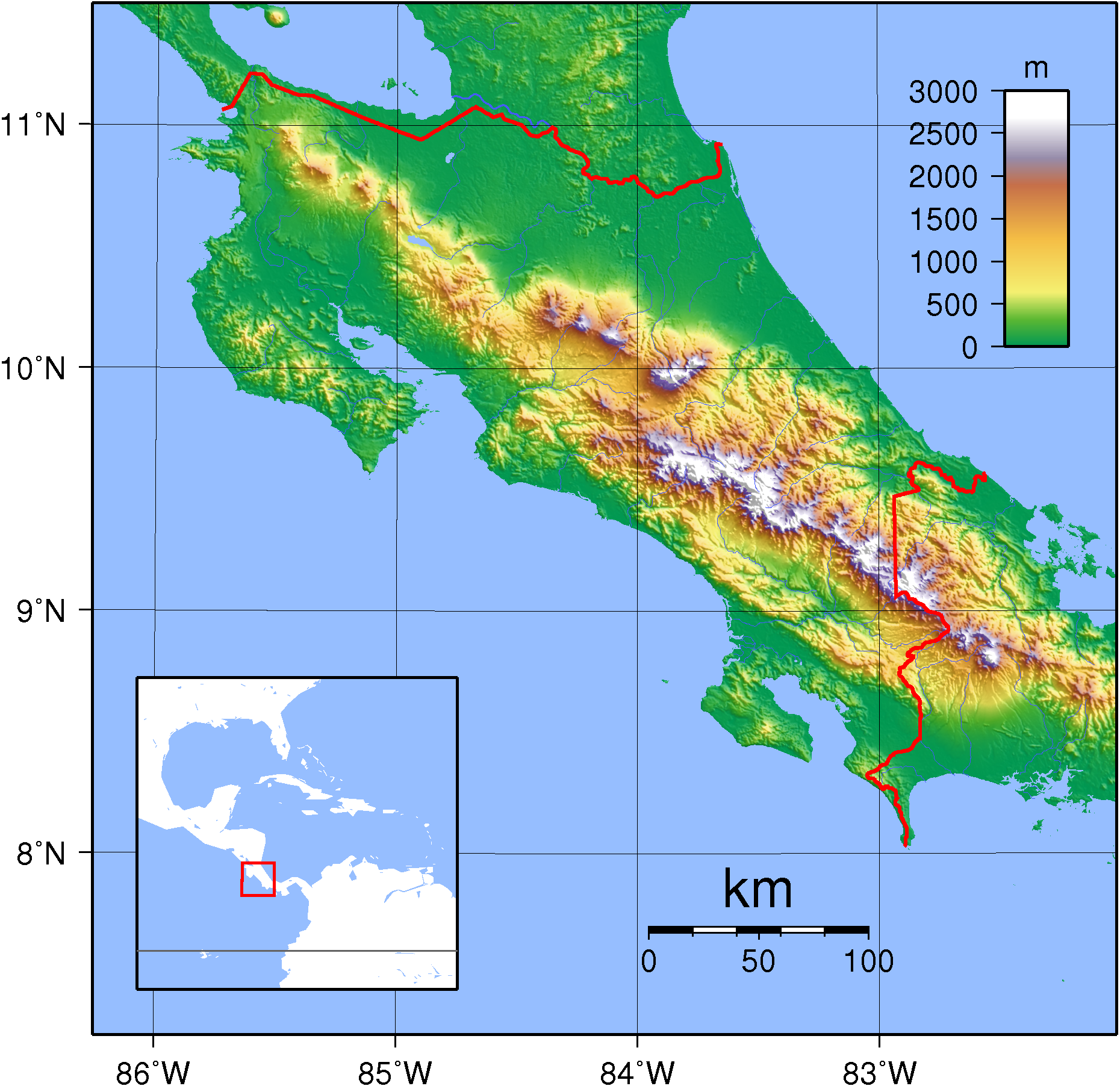
Topography of Costa Rica

北米大陸と南米大陸を結ぶ中米地峡に位置するコスタリカは、紀元前12000年頃から人類の足跡が確認できる。マヤ文明の影響を受けつつもコスタリカの石球など、独特の文化を形成していく。やがてコロンブスが1502年に同地をコスタリカと命名し、1570年代にスペインの支配下に組み込まれる。鉱物資源に乏しい土地であった同地は、農業を主とした発展を見せ、1821年、メキシコ帝国への併合という形をもって独立を果たし、その後中米連邦の一つに数えられた。中米連邦が崩壊すると1838年に単独国家として独立を果たす。1870年代以降はコーヒー産業が目覚しい発展を遂げ、同時にバナナ栽培も盛んとなった。20世紀に入ると国境問題やコーヒー価格の下落による大不況からくる内戦など、数々の問題を抱えつつも近代化が促進された。
1950年以降、中米諸国において、民主的生活を享受してきた唯一の国であり、「軍隊を持たない国」「非武装中立国」といった理想的な民主主義国家として見られる向きがあるが、歴史学者小澤卓也は、その一方的に神格化・美化された見方を否定している。

## 先史時代

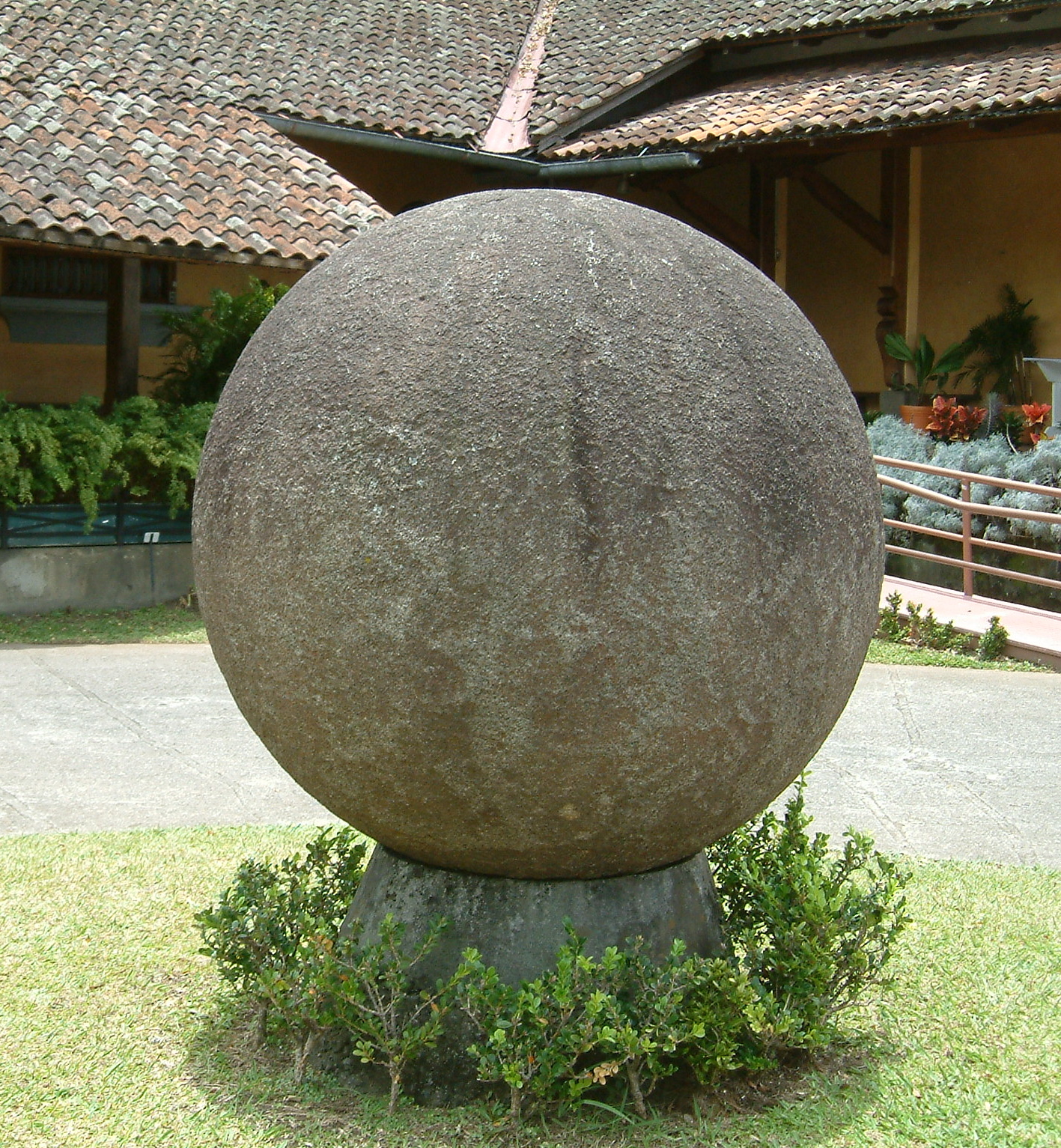
オーパーツとしても知られるコスタリカの石球

約4万年前、ユーラシア大陸からベーリング海を渡り、アメリカ大陸北西部に居住していた狩猟民族の集団は徐々に南下し、紀元前12000年から紀元前8000年にかけて、現在のコスタリカの地に辿り着いた。トゥリアルバでは、彼らが使用したとされるナイフやハンマーといった石器が発見されている。やがて紀元前8000年から紀元前4000年にかけて、植物の栽培を始めたことにより定着性が強まり、徐々に人口が増えていった。

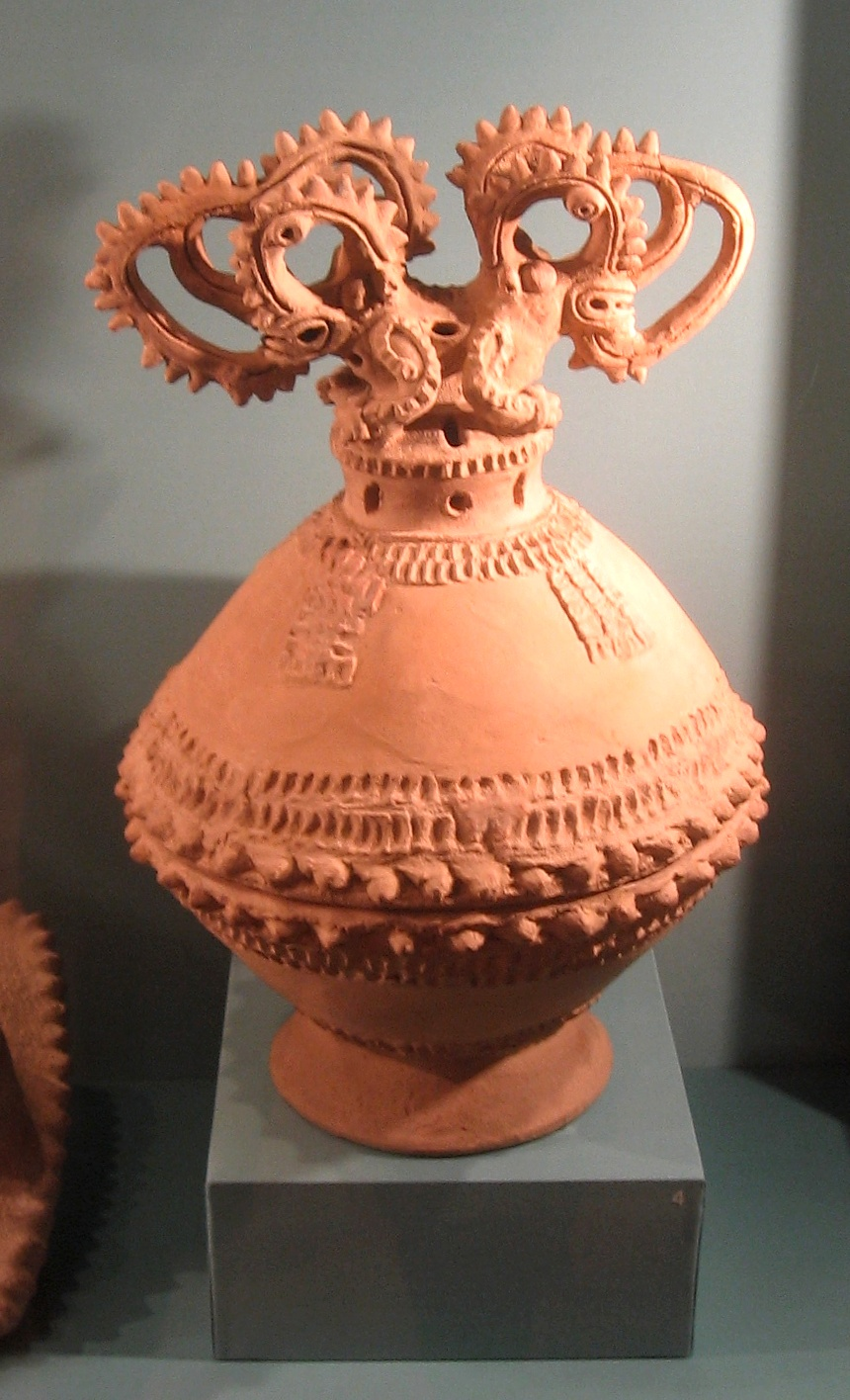
500年頃の土器

地理的に北アメリカ大陸と南アメリカ大陸の接点となった同地は紀元前1000年頃までにユカイモやサツマイモ、トウモロコシなどを栽培する農耕民族へと移行を遂げ、テコマテと呼ばれる壷のような食料を貯蔵する土器などが使用された。
定住は技術の多様化をもたらし、800年頃までに首飾り、メタテ、オカリナといった芸術性を伴った土器の製造が確認されている。同時に人口の増加は群集社会から部族社会への社会的ネットワークの拡散を見せ、分業化、専門化と同時に人々の平等性が次第に薄まっていった。500年にはカシカスゴと呼ばれる頭領（カシケ）を頂点とした階級社会が誕生し、権力と富が特定の定住地へと集中した。彼らの部族社会は交易の基盤となり、パナマ、コロンビア、エクアドルなどの住人と交易を行っていたようである。また、宗教的概念もこの頃誕生したとされ、コスタリカ南部ではコスタリカの石球などが盛んに造られた。これらの意味や用途は考古学者を悩ませ、ストーンヘンジやモアイ像に並ぶ巨石オーパーツとして今なお関心が集められている。
カシカスゴ制度はスペイン人に征服される1550年頃までの永きに渡って続いた。後期には階層の分化が進み、軍人や貴族、シャーマンといった特権階級と、奴隷階級に完全に分かれた。また、集落同士の衝突も頻繁に発生し、カシカスゴを統合しより強大な政治力と軍事力を持つ首長領（セニョリオ）も出現した。
16世紀初頭までに人口は約40万人を数え、ニカラグア国境近くのボート族、カリブ海沿岸低地のスエレ族、ポコシ族、タリアカ族、タラマンカ族、太平洋岸南部のケーポ族、コート族、ボルカ族、中央盆地のグアルコ族、ガラビト族など、地域ごとに多数のカシカスゴ及びセニョリオが存在していた。部族間は基本的な共通語としてウエタル語を解したが、地方によって文化的差異や宗教的差異が顕著に見られ、太平洋岸北部では首狩りや食人の風習も見られた。
現代のコスタリカにおいてこうした先住民の人口割合は全体の2%程度に留まっており、1977年に成立した先住民法を基に土地や居住環境の保障がなされている。

## スペイン植民地時代
1502年9月18日、クリストファー・コロンブスがリモン湾付近に上陸し、ヨーロッパ人としてはじめてこの地に渡来した。
コスタリカにおける教育ではスペイン人渡来時には先住民は既に未知の病にかかり、存在していなかったとされていたが、前述のとおり、実際には約40万人の先住民族が生活を営んでいた。しかしその人数は1569年には12万人に、1611年には1万人へと激減している。これは、スペイン人との征服戦争の打撃に加え、彼らが運んできた天然痘、インフルエンザ、チフス、百日咳といった免疫のない新しいウイルスの猛威によるものと考えられている。

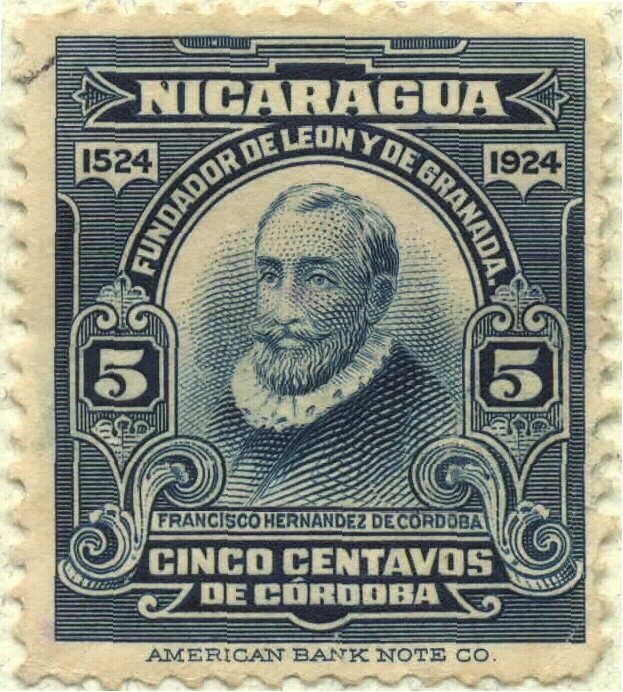
フランシスコ・エルナンデス・デ・コルドバ

1519年に始まったスペイン人による中米地峡征服は、コスタリカにおいては1522年のヒル・ゴンザレス・ダビラによるニコヤ地方の探検を最初とした。1524年にはフランシスコ・エルナンデス・デ・コルドバによってビリャ・ブルセラスが建設され、スペイン人にとってのコスタリカにおける最初の定住地となったが、先住民の攻撃により、1527年に消滅している。しかし、ビリャ・ブルセラスの建設は、先住民が奴隷として輸出されるなど、太平洋側北西部のカシカスゴの急速な崩壊を招いた。
他方、カリブ海側では1534年フェリペ・グティエレス・イー・トレド、1539年エルナン・サンチェス=デ=バダホス、1540年ロドリゴ=デ・コントレラス、1543年ディエゴ・グティエレス・イー・トレドなど複数の征服者との激しい武力衝突が繰り返され、スペイン人は1535年にビリャ・デ・ラ・コンセプシオンを、1540年にバダホス、マルベリャなどを建設し、先住民の抵抗沈静化を試みたが、いずれも失敗に終わり、1544年最後の征服者ディエゴ・グティエレスの死を以って、しばらくの間、放棄されることとなった。1560年、ファン=デ=エストラダ・ラバゴがニカラグアのグラナダを離れ、ボガス・デル・トーロに到達、カスティリョ・デ・アウストを建設するなど、17世紀ごろまで散発的に征服と定住化が試みられたが、同じような結末を辿った。
中央盆地方面においても、征服は容易ではなかった。1561年にフアン=デ・カバリョンによる最初の内陸部の探検が行われた。カスティリョ・デ・ガルシムニョスやロスレイェス、ランデチョなどの町を建設したが、先住民の抵抗激しく、非常に危険な情勢であった。その後、フランシスコ・バスケス・デ・コロナドによるカシケの懐柔政策が奏功し、中央盆地の詳細な探検と調査が可能となった。先住民グループとの同盟を締結する過程で、コロナドは植民地時代のコスタリカの首都となるカルタゴの建設を行った。それでも局所的な騒乱は頻発し、1568年にはカルタゴ放棄寸前まで陥ったが、救援物資を運び込んだペラファン=デ・リベラにより制圧された。こうして、16世紀には中央盆地におけるスペイン人による支配が確立した。なおも激しく抵抗する一部先住民（インディオ・ブラボ）は、カリブ海沿岸のジャングル、サンカルロス平原、タラマンカ山地など、スペイン人の支配が行き届かない辺境地へと逃亡した。
1570年以降、交易は多様化が進み、工業品の輸入と引き換えに、トウモロコシ、蜂蜜、豆類、塩、小麦粉、ニンニクなどの食料を始め、陶器、毛布、ハンモックといった工芸品や、真珠、インディゴ、綿糸、アガベ、ラードなど様々な物資が輸出された。1601年には「王の道」と呼ばれるカルタゴとニカラグアを結ぶラバを用いた陸上ルートが拓かれた。また、多くの港を保有し、カリブ海側ではスエレ港、モイン港、マティナ港、太平洋岸ではカルデラ港、アバンガレス港、アルバラド港などが栄えた。
1650年になり、カカオが輸出市場を席巻し、植民地経済はさらに活性化した。1709年には通貨銀の不足から一定量のカカオを1ペソとするカカオ・ペソという珍しい通貨単位が登場していることからもそのブームがうかがえる。しかし、これらのブームは長くは続かず、カラカス、マラカイボ、グアヤキルといった優良なカカオ産地との生産競争に敗れ、次第に衰退していった。また、労働力として使用できる先住民の人口も目に見えて激減し、スペイン人たちは供給源の確保のために、インディオ・ブラボが支配する地域（カリブ海および太平洋岸南部、北部平地）に興味を持ち始めるようになった。征服活動は1611年頃から1709年頃まで続けられたが、思うような戦果が上がらず、次第に労働力の供給は現地ではなく、黒人奴隷の輸入という形態が取られるようになった。こうした経緯から、コスタリカにおける黒人奴隷は非常に高価な労働力であったため、かなり注意深く使用された。奴隷たちは自らの自由を買う権利がしばしば与えられ、1648年から1824年までの間に430名の奴隷が自由を与えられている。しかし、カカオブームの衰退に合わせてこうした奴隷制度も衰退していった。現代のコスタリカは他の中米諸国と異なり、白人とメスティソが人口構成の97%を占めるが、上述のように奴隷制度文化があまり浸透しなかったことがその要因の一つとして挙げられる。

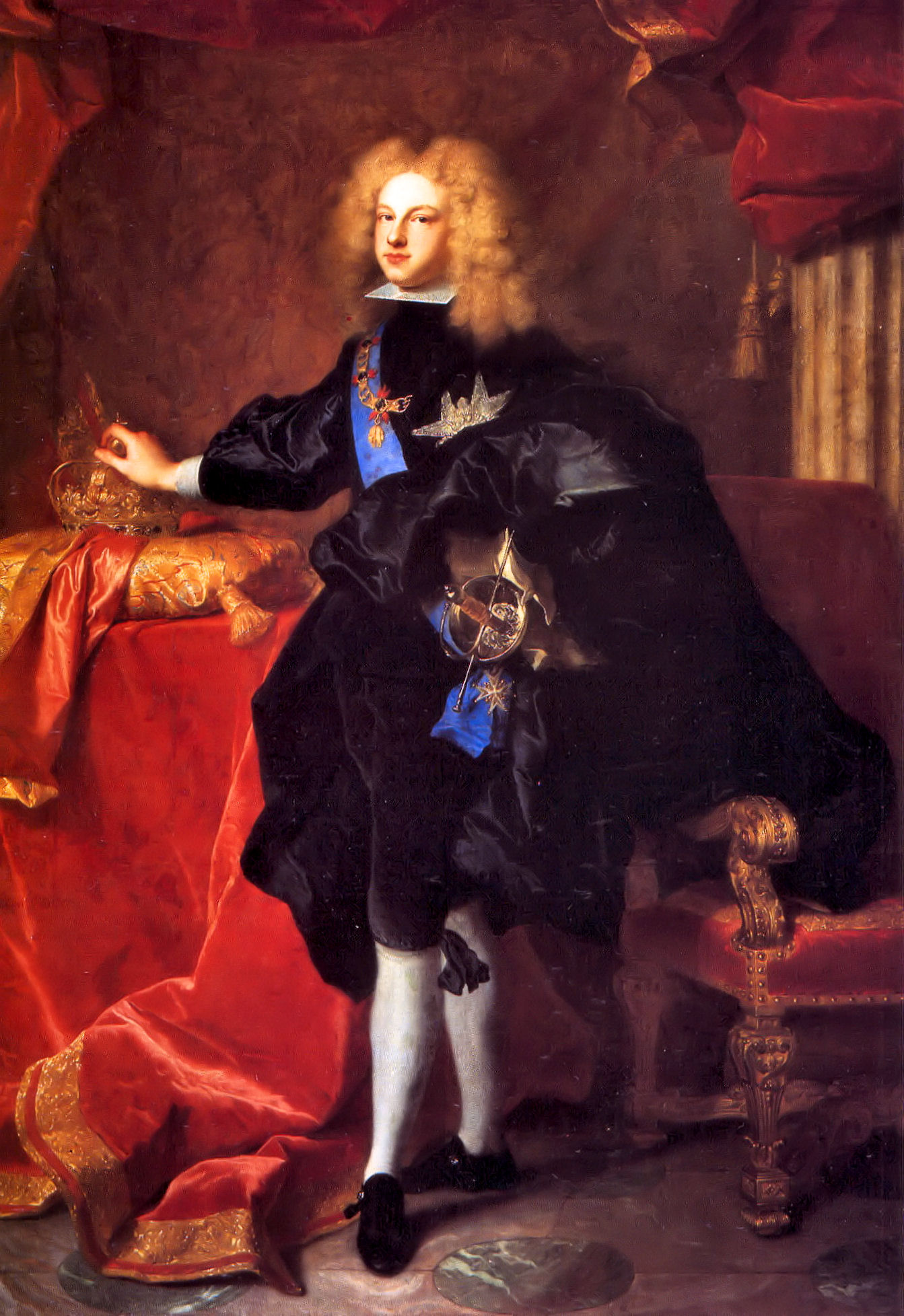
スペイン王フェリペ5世

18世紀に入り、首都カルタゴ近辺では人口密度の増加から、農地の確保が難しくなった。このため、住民は中央盆地の西側を開拓し、矢継ぎ早に新しい町が生まれた。1706年にエレディアが、1736年にはサンホセが、1782年にはアラフエラが建設された。これらの町を支配したのは、工芸品生産で財産を築いた者たちであった。彼らは政治、教会、軍事の主要な役職を独占し、貨幣の流通を支配した。潤沢な資金で農業地を買い漁り、貧しい農民に収穫物と引き換えに貸し与えることで、貧富の差は格段に広がっていった。こうしてコスタリカで生産された物資は主にニカラグアやパナマへ輸出された。
また、この頃誕生したスペイン・ブルボン朝は、王室税収入の増大を掲げ、コスタリカにおけるタバコとアルコールの販売を独占化した。これを背景にコスタリカ内部ではタバコとサトウキビの栽培が一時的に盛んになり、トラピチェなどの工業製品の需要も増加した。内陸部での生産業の活性化は首都カルタゴにも刺激を与え、カルタゴからエレディアやサンホセなどの町に仕事を求めて人が集まった。1800年にはコスタリカ人口5万のうち、実に80%が中央盆地に集中した。

## 中央アメリカの独立
1812年、ナポレオン・ボナパルトのスペイン独立戦争を契機としてカディス憲法が制定された。この憲法の制定により、アメリカ大陸の至る場所にカビルド（市参事会）が誕生した。コスタリカにおいても同様で、各地に誕生したカビルドにより地域の独自性が強化されることとなった。また、1822年のメキシコ独立はコスタリカ住民に少なからぬ衝撃を与え、植民地からの解放が叫ばれるようになった。

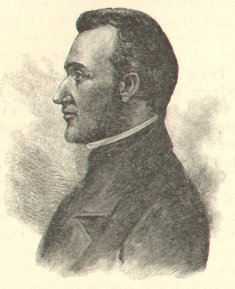
中米連邦の大統領であり、コスタリカの大統領にも就任したフランシスコ・モラサン（1842年4月-9月）。

このとき、コスタリカは一つの国家というよりも、カルタゴ、エレディア、サンホセ、アラフエラという4つの都市の集まりであったと言える。これらの都市はそれぞれのカビルドで新しい世界情勢に対応するため独自の対策が検討された。カルタゴとエレディアはメキシコ帝国との合併を提唱し、サンホセとアラフエラは独立共和国の設立を叫んだ。
この対立は1823年4月5日オチョモゴの会戦へと発展した。コスタリカにおける最初の内戦はサンホセがカルタゴを下し、サンホセが新しい首都となった。
一方、メキシコ帝国は1823年に崩壊を喫し、中央アメリカ連邦共和国（中米連邦）として新しいスタートが切られた。コスタリカもこれに参加し、グアテマラ市の議会へ代表を送るなどしたが、フランシスコ・モラサン率いるエルサルバドルの自由主義者とラファエル・カレーラ率いるグアテマラの保守主義者の対立紛争が興り、議会は混沌とし、コスタリカにとっては有意なものとは言えなかった。やがて1835年に発生した同盟戦争により、サンホセがカルタゴ、エレディア、アラフエラを撃破すると、その地位は確固たるものとなり、資本主義農業の中心として発展を見ることとなった。1838年にホンジュラスが中米連邦から離脱すると、他の地域と同じくして、コスタリカもそれに続き、コスタリカ共和国として独立を果たした。中米連邦は1841年のエルサルバドルの離脱を以って、完全に瓦解した。
コスタリカを含む中米諸国が統合、連合政府樹立への動きを見せたにも関わらずそのことごとくが瓦解し、細分化・分離していった理由の一つとして中米地峡の地理的な問題が指摘されている。例えば、グアテマラの総督府からコスタリカの首都カルタゴまでは距離にして1400kmであるが、道路事情が悪く、乾季にしか通行ができない上、急勾配の山岳地帯を通過する必要があるなど、連合政府としてその行政権の影響が行き届かなかった。こうした地理事情が各地方の独特の社会形成を育み、小国家群が誕生した要因となった。

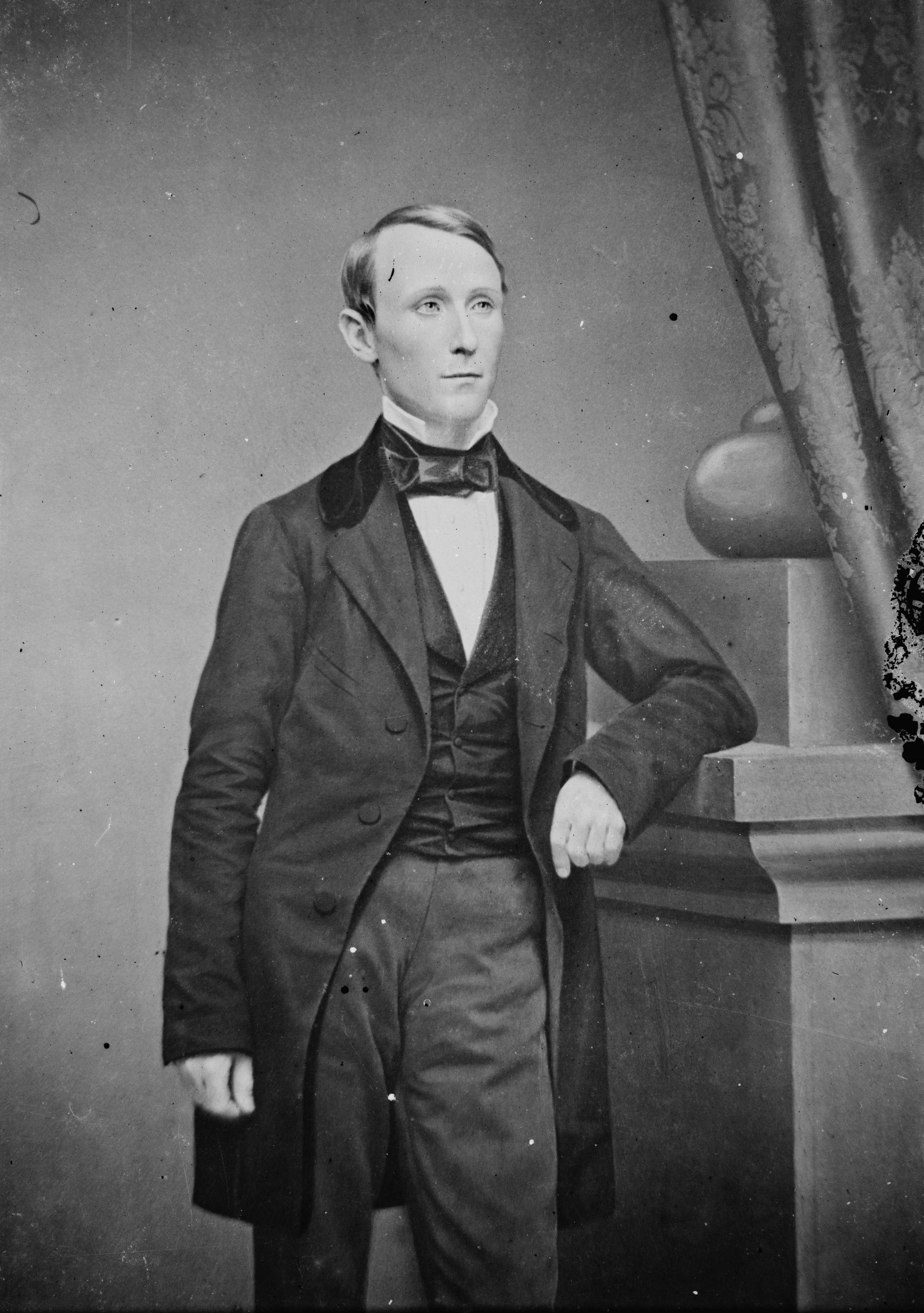
ウィリアム・ウォーカー-アメリカ人侵略者

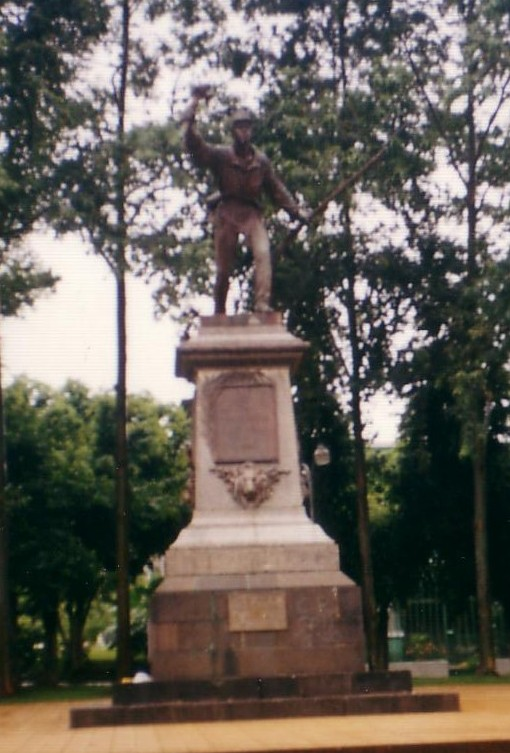
国民戦争の英雄フアン・サンタマリアの銅像

中米地峡での政治不安のさなか、ブラウリオ・カリーリョがコスタリカを統治し始め、最初の独裁政権が誕生した。目的なく旅をすることを禁じるなど、独裁色の強い政治を行った。また、1779年よりサンボ・モスキート族へ支払っていた資金を1841年に停止した。その後、1842年4月にフランシスコ・モラサンが軍隊を率いてカルデラに上陸、カリーリョは国外逃亡せざるを得ない状況となった。暫定大統領となったモラサンはコスタリカを新たな中米統合運動の政治拠点にしようと画策したが、同年9月、サンホセ市民による武力蜂起によって計画は失敗に終わった。モラサンは捕らえられ、現サンホセ中央公園に位置する場所で銃殺処刑された。その後1844年には直接選挙制を盛り込んだ新憲法が制定され、資産200ペソ以上を持つ人に市民権が与えられた。しかし、この制度は失敗に終わり、1847年には間接選挙制に戻されている。
中米連邦を離れて以降、政治勢力間の争いに端を発する内戦に見舞われたが、他の中米諸国と違い、長期に渡り経済が停滞するようなことは無かった。これは中米連邦結成時に散発的に起こった都市間の武力抗争により、軍部が強固な力を持つことが出来なかったことが大きな要因であるとされている。
この頃のコスタリカの経済基盤を根底で支えたものにコーヒーがあった。17世紀頃よりサンホセとその周辺で局所的に始まったこの「黄金の豆」の栽培は、1830年頃よりイギリスのコーヒーブームを受けて、劇的な拡張を遂げた。1850年に入ると産地はカルタゴ、エレディア、アラフエラへと広がり、さらに奥地のサンラモンまで拡大した。コーヒーの輸出で得られた富により、新しい技術や流行の商品がコスタリカ国内を賑わせた。
1854年、内戦の只中にあったニカラグアの一つの勢力が、アメリカの傭兵ウィリアム・ウォーカーを雇用した。ウォーカーはニカラグアに到着するやニカラグア南部を占領した。当時のコスタリカ大統領フアン=ラファエル・モーラはこの事態を受け、中米諸国の政府と国民、及び反ウォーカーだったイギリス、アメリカ合衆国のコーネリアス・ヴァンダービルトなどの支援を受け、ウォーカー撃退に乗り出した。

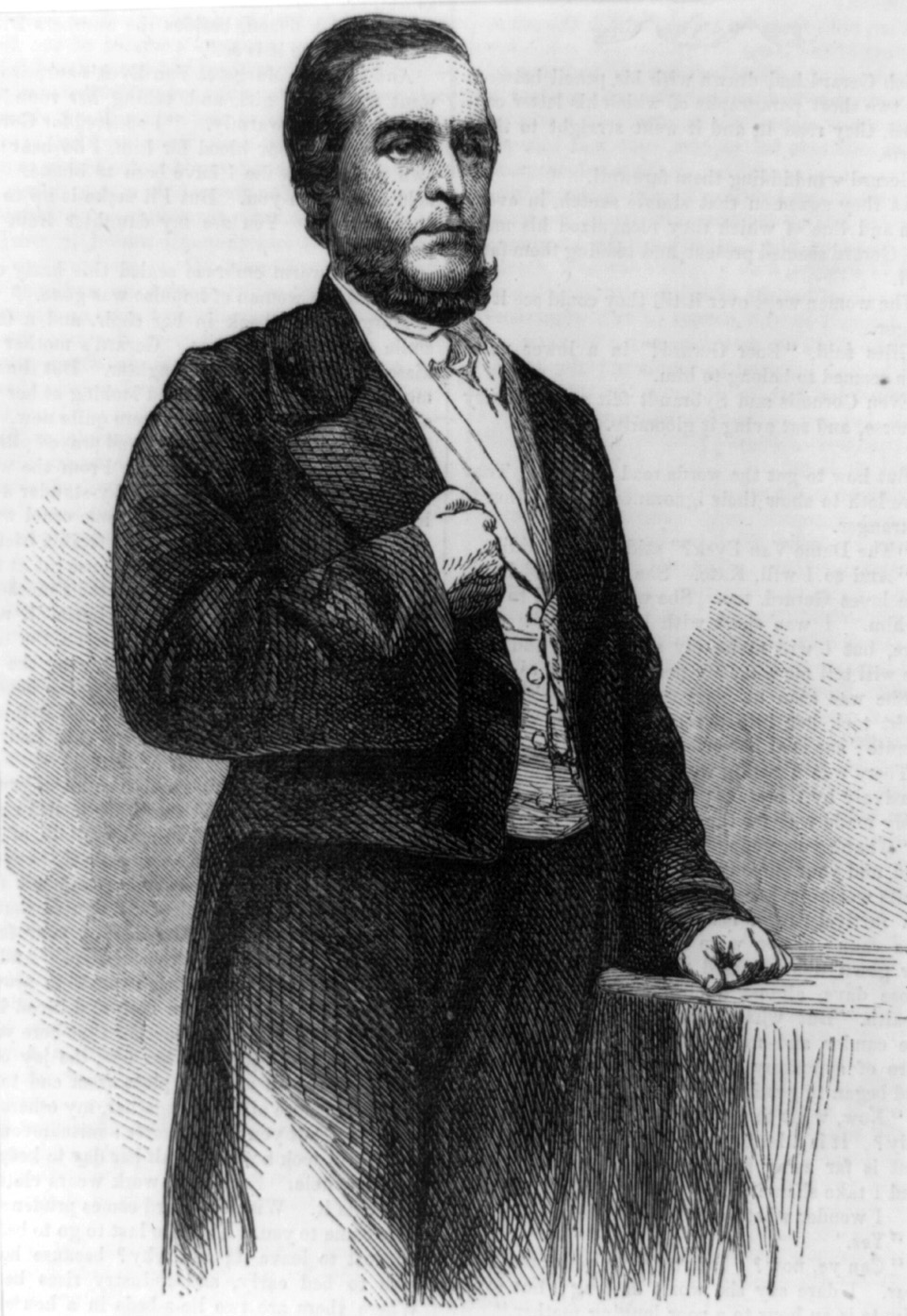
フアン=ラファエル・モーラ（1849年-1859年）

1856年3月、グアナカステ地方のサンタロサの戦いで勝利を飾ったコスタリカ軍は続け様に4月11日、リバスにてウォーカーの主力部隊を撃破、12月末にはサンファン川を支配、1857年5月1日、アメリカ人侵略者はついに降伏した。しかしこの戦争の影響により、軍隊によって持ち込まれたコレラが一般市民を襲い、人口の約10%を失うこととなった。労働力不足と、戦争の莫大な経費によってコスタリカは経済不況に陥り、回復に約3年を要した。
このウォーカーとの一連の戦いは国民戦争と呼ばれ、コスタリカ人が若い国を守るために莫大な対価を支払った戦争として歴史にその名が刻まれている。しかし、そんなモーラも1859年のクーデターで国外へと追放されるなど、政治情勢は不安定であった。1840年から70年にかけて、コーヒー産業の派閥対立などを背景とした、軍事力による権力者の追放と交代が断続的に行われた。
1870年、トマス・グアルディア=グティエレス将軍が政権を握ると、政治に変化が見られ始めた。近代国家と近代社会の創造という明確な目標と革命計画を携え、その自由主義的な改革は1890年ごろまで続いた。新しい民法と刑法が制定され、出生や死亡、婚姻を国が管理し始め、教会の影響を排除した国が管理する義務教育制度を策定した。
これらの努力により国民の識字率は驚異的に上昇するなど、生活水準は大幅に引き上げられた。しかし一方で、闘鶏の非合法化や、安価な薬品の使用禁止、義務教育化による児童労働の禁止といった、より厳しくなった管理行政に国民は少なからず不満を持っていた。
グアルディアの意思を次ぐベルナルド・ソトは、1889年の大統領選挙において、カトリック教会の支援を受けたホセ=ホアキン・ロドリゲスに敗れた。しかし、ホセの得票は不正選挙であるとし、政権の維持を図ろうとしたことが市民の逆鱗に触れ、1889年11月7日、聖職者に煽られた農民や職人が武装蜂起し、首都を包囲した。ソトはホセを大統領に認める旨の声明を出し、内戦は回避された。
この1889年11月7日は、本当の意味でコスタリカ民主主義の原点であるとして伝えられる。以降、コスタリカの政治は公正な選挙による民主主義へと動き始めた。

## 闘争と民主主義

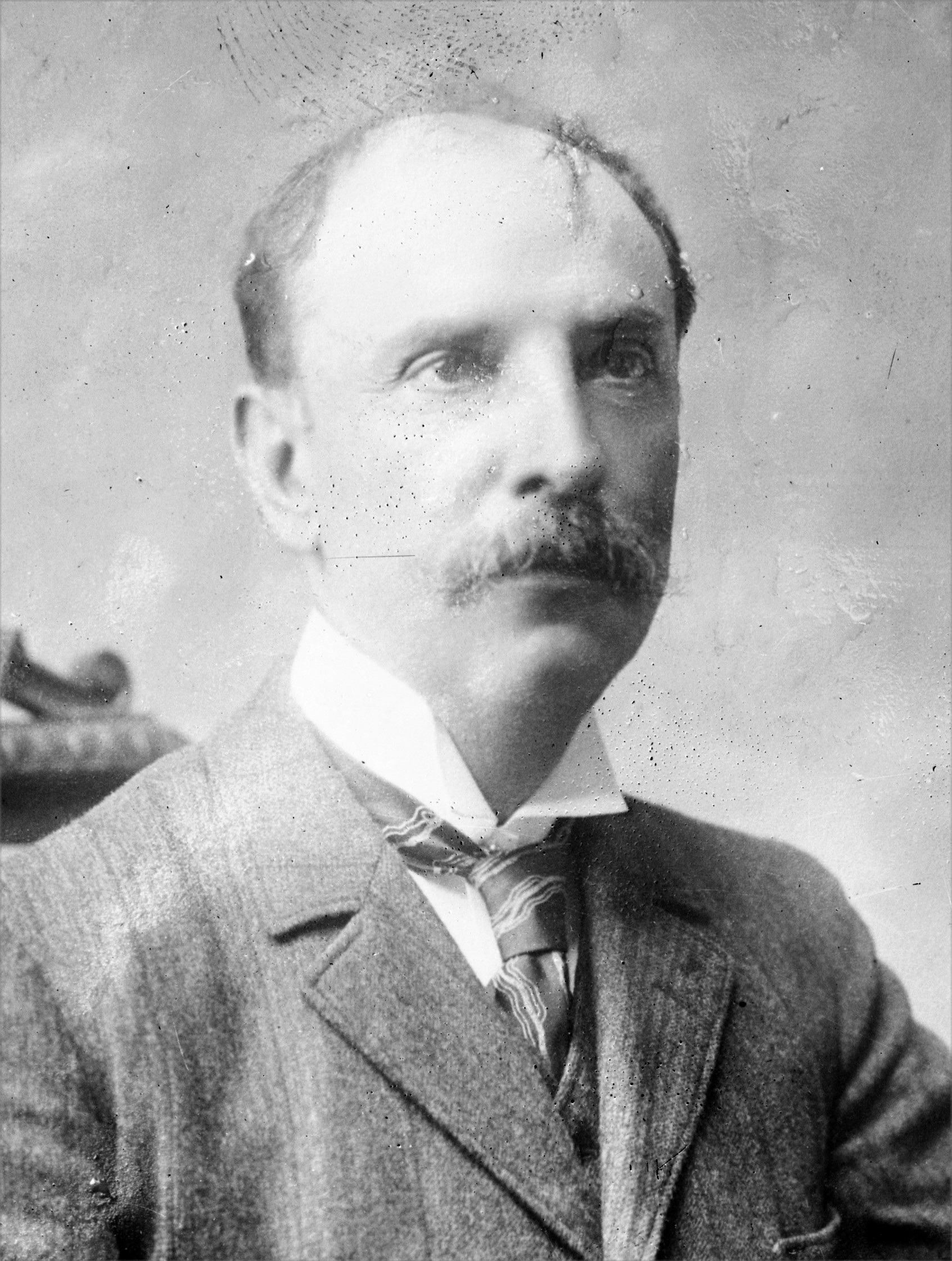
リカルド・ヒメネス（1910年-1914年）

コスタリカはその地理的要因から、対外交易のほぼ全てが、太平洋側の港を経由して行われていた。1870年、グアルディアはこの現状を打破しようと、イギリスの金融会社と340万ポンドという莫大な借款契約を結び、大西洋鉄道の敷設を立案した。しかし、技術的な問題に加え、政治腐敗や資金不足によりこの計画は頓挫し、借金のみが残された。この負債を補うため、1871年、パナマ地峡よりバナナが導入されることとなる。

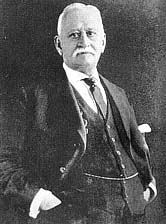
マイナー・キース-ユナイテッド・フルーツの設立者

1884年、プロスペロはイギリスと負債の交渉を行い、鉄道の完成を引き受けたアメリカの企業家マイナー・キースと契約を結んだ。キースは1899年にボストンにユナイテッド・フルーツを設立すると、カリブ海全域のバナナ産業を独占した。
1890年までに鉄道敷設のための労働者が、国内外よりかき集められた。彼らの半数は鉄道敷設の労働が終わった後もコスタリカに残り、バナナ産業の労働者や、船舶への積み込み労働者となった。彼らはたびたび激しいストライキを決行し、1920年頃まで、労働運動が盛んに行われた。こうした民衆の動きに呼応して、当時の大統領リカルド・ヒメネスは1913年、直接投票権を承認し、有権者に対する政治の責任をより明確にした。
19世紀終わり頃より国家はインフラを含む公共設備の投資に力をいれ、教育、保険、年金、公衆衛生といった設備が急速に揃いつつあった。1927年には公衆衛生省が、翌28年には労働省が設置された。インフラの充実は大衆文化の発展に寄与し、1920年には大衆スポーツとしてサッカーが登場した。また、ラジオは1930年ごろまでに一般庶民へ普及し、小さな箱から流れる音楽を楽しんだ。1930年には、アルマンド・セスペデスによる初の国産映画『帰還』が上映された。一方で酒場やビリヤード場では非合法化されていなかったアヘンやマリファナなどが売買されるなど、無法者の巣窟となった。
一見景気の良さそうな市場は、コーヒーとバナナというモノカルチャー経済の富に依存して出来上がっていたもので、非常に脆弱であった。1927年に起こった、コーヒーとバナナの値崩れや、1929年の世界恐慌は、こうしたコスタリカの経済に深刻なダメージを与えることとなった。

## 政治不安と経済不況

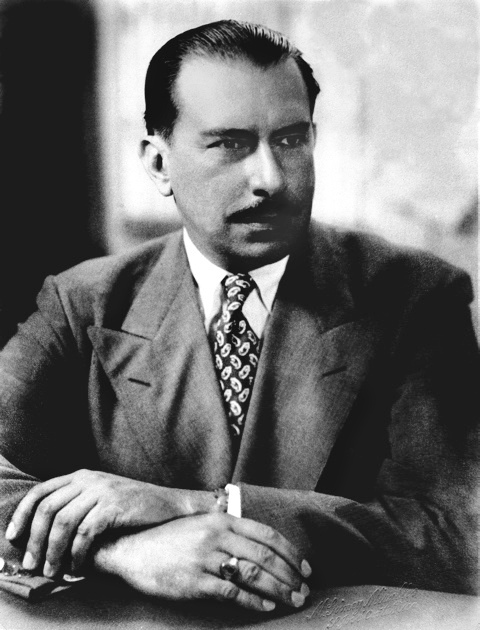
テオドロ・ピカード

1929年の世界恐慌から1932年ごろにかけて、コスタリカの総輸出額は1800万ドルから800万ドルへと落ち込んだ。この影響で関税収入が激減し、国家は深刻な赤字財政に襲われた。大量の失業者を生み出し、1933年にはサンホセで暴動に発展したことなどを受け、政府は経済への介入をさらに強めた。1933年にコーヒー保護協会を設立し、1935年に農業労働者の最低賃金が定められた。さらに1936年には銀行改革を行い、紙幣の供給に対してより強い権限を持った。また、失業者救済のために公共建設事業費が3倍に増加し、当時の大統領レオン・コルテスは「セメントと鉄の政府」と揶揄された。
復興の兆しを見せ始めた1939年、第二次世界大戦の勃発により、ヨーロッパ市場が閉鎖され、再び不況の波がコスタリカを襲った。こうした事情から、買取価格の安いアメリカと貿易を行う他無く、国家の歳入は激減した。1940年、社会民主主義からラファエル=アンヘル・カルデロン=グアルディア政権が誕生し、野心的な社会改革計画が進められた。同年にコスタリカ大学を創立、1941年には社会保障制度が確立、1943年には生活保護が規定され、労働法が制定され、福祉国家の基礎が築かれた。
こうしたグアルディア政権の行った社会改革は富裕層の反発を招き、社会的緊張をもたらした。1944年の選挙において、国民共和党から立候補したテオドロ・ピカードは、反カルデロン派から選挙に不正があったと断定され、国民の持つ政治制度への不信感が増大した。これに伴い、テロリストらによる爆破事件が頻発するようになり、改革の続行が困難になった。1946年、反カルデロン派にありながらコルテス派のリーダーとして平和的交渉による対立の解消を目指していたレオン・コルテスが死亡すると、強硬派が勢い付き、コスタリカ日報の編集者オティリオ・ウラテを指名し、1948年の選挙が開始された。この選挙は2期目を狙うグルディアとウラテの一騎討ちとなり、大統領選でウラテが勝利、国会議員選でグルディアが勝利した。この結果、カルデロン派や共産党支持派がウラテの大統領選に不正があったと糾弾、カルデロン派で占める議会において、先の大統領選挙の結果を公式に無効とした。
カルデロン派とグアルディア派はこの選挙問題に対しての妥協点を模索していたが、1948年3月12日、農業実業家ホセ・フィゲーレス・フェレールは、民主主義的な国民選挙を守るという口実で反乱を起こした。4月19日まで続いたこの武力闘争は、4000人以上の死者を出すコスタリカ史上最悪の内戦となった。カリブ外人部隊を用いたフィゲーレスの国民解放軍は強靭で、太刀打ちができないままグアルディア政権は降伏した。フィゲーレスはグアルディア支持者数千人を国外へ追放し、共産党を非合法化すると、1948年5月1日、暫定政権の主導者として名乗りを上げた。
フィゲーレスは、銀行の国有化、資本利得に対する特別税の徴収を行い、あらゆる支配的権力の排除に乗り出した。翌年、1949年憲法が施行されると、親米を基調とし、政治を混乱させる装置にしかならない軍隊は廃止され、それまで軍隊の担っていた役割は警察に移管された。また、女性や黒人の政治参加も認められた。この軍隊廃止により、コスタリカは以降他のラテンアメリカ諸国で繰り広げられたような軍事クーデターは起こらなくなった。選挙舞台の浄化を一通り終えたフィゲーレスはウラテが大統領に就任することを認め、1951年、国民問題研究センターの知識人や支援企業などをまとめあげ、国民解放党を組織した。
1948年12月には旧政府軍がアナスタシオ・ソモサ・ガルシアに支援された傭兵軍と共にニカラグアからコスタリカに侵攻するも失敗に終わった。1949年8月には暫定政権の公安大臣であったエドゥガル・ガルドナがクーデターを企てたが、失敗に終わった。1955年1月には、元コスタリカ大統領だったムチャイスキの息子、ピカード2世が再びソモサに支援された傭兵軍と共にニカラグアからコスタリカに侵攻してきた。陸空およそ1,000人程のピカド2世軍は幾つかの都市を攻略したものの、コスタリカ武装警察の反撃と、OASの仲介により同年2月に停戦し、侵攻軍は武装解除した。
このようにして国難を乗り越えると、1949年憲法による政治の安定が国家の成長を助け、1950年から1973年までにおいて、第二次世界大戦後の世界経済の成長に歩調を合わせる形で、コスタリカでは人口80万人から200万人まで増加するという人口爆発が起こった。経済面においても、バナナの年間輸出量が350万箱から1800万箱に増え、コーヒーの販売価格が100kgあたり9ドルから68ドルへ跳ね上がるなどし、得られた利益を国家システムの改善や技術改良のための開発費へ回すことができるようになった。こうしたインフラの整備は経済の多様化を促し、1963年に中米共同市場に加盟してからは外資系企業がコスタリカ市場へ次々と参戦し、多様化した経済がそれぞれの分野で急激に成長し、コスタリカ中流階級市民の繁栄と安定に寄与した。人々は家電製品を容易に入手できるようになり、1960年にはコスタリカ人による初のテレビ番組が放映された。また、国立自治大学、コスタリカ科学技術研究所、国立遠隔地大学などが新設され、高い技術力や専門性を持つ科学者を輩出した。
一方で国内に利潤をもたらさない外資系工業により、工業輸入額と工業輸出額の乖離が年々増大し、1950年に50万コロンであった財政赤字は1970年には9000万コロンに肥大化した。また、オイルショックの影響により、関税や売上税などの間接税に依存していた国家収入は政府の負債を増加させ、公的対外債務は1978年までに10億ドルを超え、1980年にコスタリカ経済は完全に崩壊した。
さらに、1978年にサンディニスタ民族解放戦線が全面蜂起するとソモサ王朝を嫌っていたコスタリカ人は、これを全面的に支援し、ニカラグア革命を支えた。その後サンディニスタ内での路線対立によりFSLNの司令官だったエデン・パストラが亡命すると、パストラを司令官にしてコントラの一派民主革命同盟（ARDE）が組織され、コスタリカはアメリカ合衆国による対ニカラグア作戦の基地となり、中立原則も一時揺らいだ。この影響で中米地域に対する通商が壊滅的な打撃を受け、IMFによる国家事業の民営化などの勧告が実施された。これに対しロドリゴ・カラソ大統領は1981年9月、一切の対外債務の支払い停止を宣言し、IMFとの交渉をすべて打ち切り、関係者の国外追放を断行した。この政策でコスタリカはアメリカへの依存をさらに強め、1982年、国民解放党から大統領に就任したアルベルト・モンヘは、アメリカのロナルド・レーガン大統領に対し、サンディニスタ政権との代理戦争を引き受ける明確な見返りを要求した。レーガンはUSAIDをコスタリカに派遣し、13億ドルの資金を譲渡し、下部組織としてコスタリカ開発構想連合（CINDE）を組織し、経済モデルの改変に取り組んだ。

## 近現代

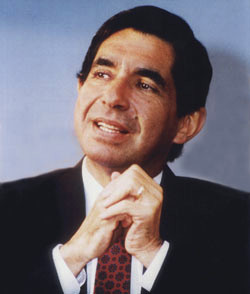
中米紛争解決に尽力したオスカル・アリアス・サンチェス大統領

経済モデルの変化と外国からの資金投下により、コスタリカ経済は安定を見せ始めたが、これの是非を巡り、国民解放党内に派閥が生まれ、1982年、キリスト教社会連合党（PUSC）が創設され、二大政党の時代が始まった。経済安定化のために資金援助を行ったアメリカ合衆国は、共産主義の脅威に対抗するため、コスタリカにあらゆる協力を要請した。コスタリカの治安警察部隊を掌握し、軍事訓練を行い、国内のメディアには反サンディニスタのプロパガンダを実施させ、都合の良い世論を形成し、軍国主義化を強く求めた。これらのアメリカの要求に対し、モンヘは出来得る限りの内容を受け入れたが、ただ一点、国内の米軍基地建設にのみ反対の意向を示した。この意向を対外的にも明確にするため、モンヘは1983年11月、コスタリカの中立を宣言した。
1986年、国民解放党のオスカル・アリアス・サンチェスが、大統領選挙に勝利する。アメリカの対ニカラグア強硬政策に追随することを良しとせず、平和政策を選択したアリアス政権は中米地峡5カ国の代表者によって調印された和平案の仲介役を引き受け、中米紛争そのものの解決に尽力し、中米地域の経済的安定を主導した。この活動に対して1987年にはノーベル平和賞が授与された。やがて1990年、サンディニスタが選挙で破れるとアメリカは中米地域に対する関心を失い、経済援助額を減少、1996年にはUSAIDも活動を停止した。
1990年には初のPUSC政権としてグアルディアの息子であるラファエル・アンヘル・カルデロン・フルニエルが大統領に就任した。フルニエルは悪化する財政赤字に対応するため、売上税の増税、国家予算の削減、給与の支払い凍結、国営鉄道の休業などの圧政を行った。PUSC政権に対する国民の不満は高まり、1994年の大統領選挙によって、中道左派の野党国民解放党（PLN）から、ホセ・フィゲーレス・フェレールの息子ホセ・マリア・フィゲーレスが大統領に就任したが、民衆への圧力はさらに強まり、抗議を行うための大規模な市民運動が幾つも組織された。
1998年2月の大統領選挙によって、PUSCのミゲル・アンヘル・ロドリゲスが大統領に就任したが、ロドリゲスはメキシコの実業家カルロス・ハンク・ゴンサレスからの不正献金を受け取っていたことが、1999年にスキャンダルとなった。2001年の9.11テロ後は、アメリカのアフガニスタン攻撃を支持した。
2002年の大統領選挙によって、PUSCからアペル・パチェーコが大統領に就任した。アフガニスタン攻撃に続いて2003年のイラク戦争も支持したが、こちらは護民官や市民団体の提訴を受けて翌2004年12月に最高裁が大統領決定を違憲判定、支持は撤回される。また、同年カルデロンとロドリゲスの二人の元大統領が汚職によって逮捕された。2006年からは再任したアリアス大統領が大統領を務めた。
2010年2月7日、大統領選挙が実施され、国民解放党のラウラ・チンチジャ元副大統領が当選し、初の女性大統領となった。アリアス現政権の政策を継続し、米国との自由貿易協定（FTA）を拡大させる方針である